# 欧洲自由联盟
欧洲自由联盟（英語：European Free Alliance，縮寫為EFA）是一个由地區主義、分離主義和少數族群政黨組成的歐洲政黨。成員政黨主張完全的政治獨立與主權，或是支持某種形式的權力下放或自治。歐洲自由聯盟通常僅開放中間偏左至左派的政黨加盟，因此，只有一小部分的地區主義政黨加入。
自1999年以來，歐洲自由聯盟和歐洲綠黨（EGP）在歐洲議會結盟組成黨團綠黨/歐洲自由聯盟（Greens/EFA），然而有些歐洲自由聯盟成員選擇加入其他黨團，例如新佛拉蒙聯盟選擇加入歐洲保守改革黨團。
青年部是歐洲青年自由聯盟（EFAY），成立於2000年。
截至2024年，歐洲有兩個地區由全歐洲自由聯盟執政，分別是法蘭德斯的新佛拉蒙聯盟，以及科西嘉島的科西嘉建設黨。

## 歷史
地區主義者長期以來一直在歐洲議會中佔有一席之地。在1979年的選舉中，四個地方主義政黨獲得席位：蘇格蘭民族黨（SNP）、佛拉蒙人民聯盟（VU）、布魯塞爾的民主聯邦獨立（FDF）、南提洛人民黨（SVP）。蘇格蘭民族黨雖然主要是社會民主主義政黨，但加入了法國保衛共和聯盟領導的保守主義黨團歐洲進步民主黨團（European Progressive Democrats）。人民聯盟與民主聯邦獨立加入了獨立技術黨團（Technical Group of Independents），南提洛人民黨加入歐洲人民黨黨團（EPP）。
1981年，六個政黨（人民聯盟、菲士蘭民族黨、獨立共和黨、德語比利時人黨、自由布列塔尼組織黨、亞爾薩斯—洛林協會）與三個觀察員（科西嘉人民聯盟、歐西坦黨、加泰隆尼亞民主統一）聯手成立歐洲自由聯盟。然而，在1984年大選後，地區主義歐洲議會議員仍繼續分屬不同黨團：蘇格蘭民族黨加入戴高樂主義者主導的歐洲民主聯盟，人民聯盟、薩丁尼亞行動黨（PSd'Az）及巴斯克團結黨（EA）加入綠黨的彩虹黨團，南提洛人民黨屬於歐洲人民黨黨團，加泰隆尼亞民主統一（CDC）則加入自由民主黨團，而人民團結則是無所屬。
直到1989年歐洲議會選舉之後，歐洲自由聯盟成員才組成了一個統一的黨團，一樣稱為「彩虹黨團」。黨團有三名義大利議員（倫巴底聯盟兩名、薩丁尼亞行動黨一名）、兩名西班牙議員（巴斯克民族主義黨一名、安達魯西亞黨一名）、一名比利時議員（人民聯盟）、一名法國議員（科西嘉人民聯盟）、一名英國議員（蘇格蘭民族黨）、一名愛爾蘭獨立議員。另外黨團還有四名丹麥的左派疑歐主義政黨反歐盟人民運動議員加盟。而南提洛人民黨、巴斯克獨立黨、加泰隆尼亞統一與聯合（CiU）未加入。
1994年歐洲議會選舉，地方主義政黨失去大量席次。歐洲自由聯盟也暫停與後法西斯主義政黨全國聯盟合作的北方聯盟黨籍。同時，巴斯克民族主義黨（PNV）選擇加入歐洲人民黨。剩下的三名歐洲議會議員（蘇格蘭民族黨、人民聯盟、加納利聯盟）與法國激進能源名單、義大利帕內拉名單組成歐洲激進聯盟。
1999年歐洲議會選舉，歐洲自由聯盟表現出色，他們與歐洲綠黨合組黨團「綠黨/歐洲自由聯盟」（Greens/EFA）。歐洲自由聯盟共有十名議員：蘇格蘭民族黨、威爾斯黨、人民聯盟各兩名，巴斯克民族主義黨、巴斯克團結黨、安達魯西亞黨（PA）、加利西亞民族主義集團（BNG）各一名。
2004年歐洲議會選舉，正式成為歐洲政黨的歐洲自由聯盟僅剩四席議員：兩名來自蘇格蘭民族黨，一名來自威爾斯黨，一名來自加泰隆尼亞共和左派（ERC）。他們也增加兩名準成員：聯合拉脫維亞爭取人權（PCTVL）與獨立議員托克斯·拉茲羅。歐洲自由聯盟本屆繼續與綠黨合作。
2007年9月，歐洲自由聯盟在成立了官方智庫科皮特斯基金會（CF）。
2009年歐洲議會選舉，歐洲自由聯盟當選六名歐洲議會議員：兩名來自蘇格蘭民族黨，一名來自威爾斯黨，一名來自科西嘉民族黨（PNC），一名來自加泰隆尼亞共和左派，以及一名拉脫維亞獨立議員。選後，新佛拉蒙聯盟（N-VA）加入歐洲自由聯盟，因此增加至七名議員。
2014年歐洲議會選舉，歐洲自由聯盟成員政黨獲得了12席：新佛拉蒙聯盟四名，蘇格蘭民族黨兩名，「決定權左派」（加泰隆尼亞共和左派的選舉聯盟）、「人民決定」（包含巴斯克地區聯合、巴斯克團結黨在內的巴斯克地區選舉名單）、「歐洲之春」（瓦倫西亞民族主義集團、阿拉貢聯盟選舉名單）、威爾斯黨、拉脫維亞俄羅斯族聯盟（LKS）各一名。由於與佛拉蒙綠黨的意識形態分歧，新佛拉蒙聯盟四名選擇加入歐洲保守改革黨團（ECR）。巴斯克地區聯合（EH Bildu）則加入歐洲聯合左派—北歐綠色左派黨團（GUE/NGL）。因此，歐洲自由聯盟有七名議員在綠黨/歐洲自由聯盟，四名在歐洲保守改革黨團。
2019年歐洲議會選舉，蘇格蘭民族黨贏得第三席，使得歐洲自由聯盟在英國拿下四席。然而，由於英國脫歐，歐洲自由聯盟在2020年1月失去了這些席位。

## 意識形態
歐洲自由聯盟在2000年的布魯賽爾宣言加入了該黨政治原則。該黨代表了「一個基於輔助性原則的自由人民的歐洲，相信彼此之間以及世界人民之間的團結」。歐洲自由聯盟將自己視為無國籍人民的聯盟，努力爭取承認、自治、獨立或希望在歐洲擁有真正的發言權。該黨支持基於輔助性原則的歐洲一體化，認為歐洲應該擺脫進一步的集權化，並致力於形成「地區的歐洲」。他們認為，各地區應該在歐洲擁有更多權力，例如參與歐盟部長理事會討論其司法管轄權範圍內的事務。該黨也希望保護歐盟內部的語言和文化多樣性。
歐洲自由聯盟大致上屬於政治光譜的左派。其成員大多上是進步派，但也有例外，如保守派的新佛拉蒙聯盟、巴伐利亞黨、阿爾察赫民主黨、什勒斯維希黨和奧蘭未來，基督教民主主義的斯洛維尼亞聯盟，以及極右派的南提洛自由黨。

## 組織
歐洲自由聯盟的主要機構是黨大會、主席團和秘書處。

### 黨大會
黨大會是歐洲自由聯盟的最高委員會，每個成員政黨各有一票。

### 主席團和秘書處
主席團和秘書處處理日常事務。
2024年10月6日主席團名單如下：
| 職位           | 姓名                                            | 國家（地區）                      | 政黨                        |
| -------------- | ----------------------------------------------- | --------------------------------- | --------------------------- |
| 黨主席         | 洛雷娜·羅培茲·德拉卡耶·阿里斯蒂                 | 西班牙（ 巴斯克）                 | 巴斯克團結黨                |
| 秘書長         | 喬迪·索雷·費蘭多                                | 西班牙（ 加泰罗尼亚）             | 加泰隆尼亞共和左派          |
| 財務長兼副主席 | 安克·史波倫當                                   | 德国（ ）                         | 南什勒斯維希選民協會        |
| 副主席         | 佩姬·艾瑞克森（Peggy Eriksson）                 | 芬兰（ 奥兰）                     | 奧蘭未來                    |
| 副主席         | 吉兒·伊凡斯                                     | 英国（ ）                         | 威爾斯黨                    |
| 副主席         | 費南多·富恩特·科提納（Fernando Fuente Cortina） | 西班牙（ 巴伦西亚）               | 更多—承諾                   |
| 副主席         | 大衛·格羅斯克勞德                               | 法國（ 歐西坦尼亞）               | 歐西坦黨                    |
| 副主席         | 沃特·帕索（Wouter Patho）                       | 比利时（ ）                       | 新佛拉蒙聯盟                |
| 副主席         | 法蘭克·德波爾（Frank de Boer）                  | 荷蘭（ ）                         | 菲士蘭民族黨                |
| 副主席         | 派翠克·佩羅薩（Patrik Peroša）                  | 斯洛維尼亞（ 斯洛維尼亞伊斯特拉） | 橄欖樹—斯洛維尼亞伊斯特拉黨 |
| 副主席         | 莉薇亞·塞卡迪-沃爾佩（Livia Ceccaldi-Volpei）   | 法國（ 科西嘉）                   | 科西嘉建設黨                |
| 副主席         | 索爾特·西拉吉                                   | 羅馬尼亞（ 外西凡尼亞）           | 外西凡尼亞匈牙利族聯盟      |
| 副主席         | 安娜·米蘭達·帕茲                                | 西班牙（ 加利西亞）               | 加利西亞民族主義集團        |
| 副主席         | 羅貝托·維森丁                                   | 義大利（ 佛里烏利-威尼斯朱利亞）  | 自治協議                    |
| 副主席         | 洛雷娜·羅培茲·桑切斯（Lorena López Sánchez）    | 西班牙（ ）                       | 新加納利                    |

## 成員
| 國家       | 地區                            | 政黨                                                           | 縮寫      | 歐洲議會席次 | 下議院席次 | 上議院席次 | 狀態   |
| ---------- | ------------------------------- | -------------------------------------------------------------- | --------- | ------------ | ---------- | ---------- | ------ |
| 阿尔巴尼亚 | 馬其頓族                        | 歐洲整合馬其頓族聯盟                                           |           | 非歐盟成員   | 0 / 250    | 0 / 250    | 議會外 |
| 奥地利     | / 斯洛維尼亞族                  | 團結名單                                                       | EL        | 0 / 19       | 0 / 183    | 0 / 61     | 議會外 |
|            | 阿尔察赫共和国 / 亞美尼亞族     | 阿爾察赫民主黨                                                 | DPA       | 非歐盟成員   | 2 / 33     | 2 / 33     | 支持   |
| 比利时     |                                 | 新佛拉蒙聯盟                                                   | N-VA      | 3 / 12       | 24 / 150   | 9 / 60     | 在野   |
| 保加利亚   | 皮林 / 馬其頓族                 | 馬其頓聯合組織伊林登-皮林                                      | OMO       | 0 / 17       | 0 / 240    | 0 / 240    | 議會外 |
| 捷克       | 摩拉維亞                        | 摩拉維亞土地運動                                               | MZH       | 0 / 21       | 0 / 200    | 0 / 81     | 議會外 |
| 丹麦       | 什勒斯維希 / 德意志族           | 什勒斯維希黨                                                   | SP        | 0 / 14       | 0 / 179    | 0 / 179    | 議會外 |
| 芬兰       | 奥兰                            | 奧蘭未來                                                       | AF        | 0 / 15       | 0 / 200    | 0 / 200    | 議會外 |
| 法國       | 科西嘉                          | 科西嘉建設黨                                                   | FaC       | 0 / 79       | 2 / 577    | 0 / 348    | 在野   |
| 法國       | 薩伏依                          | 薩伏依地區運動                                                 | MRS       | 0 / 79       | 0 / 577    | 0 / 348    | 議會外 |
| 法國       | 歐西坦尼亞                      | 歐西坦黨                                                       | POC       | 0 / 79       | 0 / 577    | 0 / 348    | 議會外 |
| 法國       | 科西嘉                          | 科西嘉民族黨                                                   | PNC       | 0 / 79       | 1 / 577    | 0 / 348    | 在野   |
| 法國       | 布列塔尼大區                    | 布列塔尼民主聯盟                                               | UDB       | 0 / 79       | 0 / 577    | 0 / 348    | 議會外 |
| 法國       | 北加泰隆尼亞                    | 加泰隆尼亞團結黨                                               | UC        | 0 / 79       | 0 / 577    | 0 / 348    | 議會外 |
| 法國       |                                 | 我們的國家                                                     | UL        | 0 / 79       | 0 / 577    | 0 / 348    | 議會外 |
| 德国       |                                 | 巴伐利亞黨                                                     | BP        | 0 / 96       | 0 / 735    | 0 / 69     | 議會外 |
| 德国       | / 丹麥族 / 菲士蘭族             | 南什勒斯維希選民協會                                           | SSW/SSV   | 0 / 96       | 1 / 735    | 0 / 69     | 在野   |
| 希腊       | 西色雷斯 / 土耳其族             | 友誼、平等與和平黨                                             | KIEF/DEBP | 0 / 21       | 0 / 300    | 0 / 300    | 議會外 |
| 義大利     | 佛里烏利-威尼斯朱利亞           | 自治協議                                                       | PpA       | 0 / 76       | 0 / 400    | 0 / 200    | 議會外 |
| 義大利     | 西西里大区                      | 自由西西里人                                                   | SL        | 0 / 76       | 0 / 400    | 0 / 200    | 議會外 |
| 義大利     | 南蒂罗尔                        | 南提洛自由黨                                                   | STF       | 0 / 76       | 0 / 400    | 0 / 200    | 議會外 |
| 義大利     | 瓦莱达奥斯塔大区                | 瓦爾多坦聯盟                                                   | UV        | 0 / 76       | 1 / 400    | 0 / 200    | 在野   |
| 荷蘭       | 菲士蘭族 /                      | 菲士蘭民族黨                                                   | FNV       | 0 / 31       | 0 / 150    | 0 / 75     | 議會外 |
| 羅馬尼亞   | 外西凡尼亞 / 匈牙利族           | 外西凡尼亞匈牙利族聯盟                                         | EMSZ/AMT  | 0 / 33       | 1 / 330    | 0 / 136    | 在野   |
| 塞爾維亞   | 自治省 / 少數族群（如匈牙利族） | 佛伊弗迪納社會民主聯盟                                         | LSV       | 非歐盟成員   | 0 / 250    | 0 / 250    | 議會外 |
| 斯洛維尼亞 | 斯洛維尼亞伊斯特拉              | 橄欖樹—斯洛維尼亞伊斯特拉黨                                    | Oljka     | 0 / 8        | 0 / 90     | 0 / 90     | 議會外 |
| 西班牙     |                                 | 安達魯西亞自己                                                 | A×Sí      | 0 / 61       | 0 / 350    | 0 / 266    | 議會外 |
| 西班牙     | 加利西亞                        | 加利西亞民族主義集團                                           | BNG       | 1 / 61       | 1 / 350    | 1 / 266    | 支持   |
| 西班牙     | 加泰罗尼亚 / 加泰隆尼亞語地區   | 加泰隆尼亞共和左派                                             | ERC       | 1 / 61       | 7 / 350    | 4 / 266    | 支持   |
| 西班牙     |                                 | 阿拉貢國                                                       |           | 0 / 61       | 0 / 350    | 0 / 266    | 議會外 |
| 西班牙     | 巴斯克                          | 巴斯克團結黨                                                   | EA        | 0 / 61       | 0 / 350    | 1 / 266    | 支持   |
| 西班牙     | 梅諾卡島                        | 更多為了梅諾卡                                                 | MpM       | 0 / 61       | 0 / 350    | 0 / 266    | 議會外 |
| 西班牙     | 巴伦西亚                        | 更多—承諾                                                      | Més       | 1 / 61       | 1 / 350    | 1 / 266    | 執政   |
| 西班牙     |                                 | 新加納利—加納利集團                                            | NC-BC     | 0 / 61       | 0 / 350    | 0 / 266    | 議會外 |
| 西班牙     |                                 | 馬約卡社會黨                                                   | PSM       | 0 / 61       | 0 / 350    | 0 / 266    | 議會外 |
| 英国       | 康瓦爾郡                        | 康瓦爾之子—為了康瓦爾黨 Mebyon Kernow – The Party for Cornwall | MK        | 非歐盟成員   | 0 / 650    | 0 / 804    | 議會外 |
| 英国       |                                 | 威爾斯黨                                                       | Plaid     | 非歐盟成員   | 4 / 650    | 2 / 804    | 在野   |
| 英国       | 苏格兰                          | 蘇格蘭民族黨                                                   | SNP       | 非歐盟成員   | 9 / 650    | 0 / 804    | 在野   |
| 英国       | 約克郡                          | 約克郡黨                                                       | YP        | 非歐盟成員   | 0 / 650    | 0 / 804    | 議會外 |

## 歐盟內的活動

### 歐盟機構概述
| 組織       | 機構           | 席次    |
| ---------- | -------------- | ------- |
| 欧盟       | 歐洲議會       | 8 / 720 |
| 欧盟       | 歐盟執委會     | 0 / 27  |
| 欧盟       | 歐盟理事會     | 1 / 27  |
| 欧盟       | 歐盟部長理事會 | 0 / 27  |
| 欧盟       | 歐洲地區委員會 |         |
| 欧洲委员会 | 議員大會       | 4 / 306 |